# Wülknitz
Wülknitz ist eine Gemeinde im Landkreis Meißen in Sachsen (Deutschland). Die Gemeinde ist Mitglied der Verwaltungsgemeinschaft Röderaue-Wülknitz.

## Geographie

### Lage
Die Gemeinde liegt in der Großenhainer Pflege in der Röderaue. Die Nachbarstädte sind die Stadt Großenhain (17 km), Gröditz (6 km) und Riesa (11 km).

### Ortsgliederung
Zur Gemeinde gehören die Ortsteile Wülknitz, Heidehäuser, Lichtensee, Peritz, Streumen und Tiefenau.

## Geschichte

Wülknitz auf einer geschichtlichen Karte des Kreises Liebenwerda (1910).

Wülknitz wurde erstmals im Jahr 1262, Lichtensee im Jahr 1284, Tiefenau im Jahr 1013 und Peritz im Jahr 1266 urkundlich erwähnt.
Während des Lustlagers von Zeithain, das August der Starke veranstaltete, wurde bei Streumen ein Opernhaus errichtet.
Am 1. Januar 1994 schlossen sich die jetzigen Ortsteile Heidehäuser, Lichtensee, Peritz, Streumen, Tiefenau (seit 1. November 1952 nach Eingemeindung ein Ortsteil von Lichtensee) und Wülknitz zur jetzigen Gemeinde Wülknitz zusammen.
Im Dezember 2015 wurde das erste Bürgerwindrad Sachsens in der Gemeinde Wülknitz in Betrieb genommen. Die genossenschaftlich betriebene 3-Megawatt-Anlage speiste im ersten Betriebsmonat 883.000 kWh ins Stromnetz ein. Die Baukosten von rund 5 Millionen Euro wurden von einer eigens gegründeten Energiegenossenschaft mithilfe eines kurzfristigen Bankdarlehens und nachrangiger Darlehen aufgebracht, die beteiligte Bürger über den Erwerb von Anteilen am Windrad gewährt haben.

## Politik

### Gemeinderat
Der Rat der Gemeinde Wülknitz setzt sich aus 12 Mitgliedern zusammen, die alle fünf Jahre bei einer Kommunalwahl neu gewählt werden. Die vergangenen Wahlen führten zu folgenden Ergebnissen und Sitzverteilung:
| Gemeinderat ab 2024Insgesamt 12 Sitze - W SF: 4 - OHW: 4 - CDU: 4 | Partei/Liste                             | 2024  | 2024  | 2019  | 2019  | 2014  | 2014  |
| Gemeinderat ab 2024Insgesamt 12 Sitze - W SF: 4 - OHW: 4 - CDU: 4 | Partei/Liste                             | %     | Sitze | %     | Sitze | %     | Sitze |
| Gemeinderat ab 2024Insgesamt 12 Sitze - W SF: 4 - OHW: 4 - CDU: 4 | Wählergemeinschaft „Sankt Florian“ (WGS) | 37,7  | 4     | 24,9  | 3     | 8,6   | 1     |
| Gemeinderat ab 2024Insgesamt 12 Sitze - W SF: 4 - OHW: 4 - CDU: 4 | Ortsverein „Heinricus“ Wülknitz (OVW)    | 32,8  | 4     | 27,4  | 3     | 24,5  | 3     |
| Gemeinderat ab 2024Insgesamt 12 Sitze - W SF: 4 - OHW: 4 - CDU: 4 | Christlich Demokratische Union (CDU)     | 29,5  | 4     | 35,6  | 5     | 49,1  | 6     |
| Gemeinderat ab 2024Insgesamt 12 Sitze - W SF: 4 - OHW: 4 - CDU: 4 | Freie Demokratische Partei (FDP)         | –     | –     | 12,2  | 1     | 17,9  | 2     |
| Gemeinderat ab 2024Insgesamt 12 Sitze - W SF: 4 - OHW: 4 - CDU: 4 | Gesamt                                   | 100,0 | 12    | 100,0 | 12    | 100,0 | 12    |
| Gemeinderat ab 2024Insgesamt 12 Sitze - W SF: 4 - OHW: 4 - CDU: 4 | Wahlbeteiligung (in %)                   | 71,4  | 71,4  | 65,0  | 65,0  | 52,2  | 52,2  |

### Bürgermeister
Bürgermeister Rico Weser (parteilos) wurde im Juni 2022 mit 66,6 Prozent der abgegebenen Stimmen gewählt.
| Wahl | Bürgermeister | Vorschlag | Wahlergebnis (in %) |
| ---- | ------------- | --------- | ------------------- |
| 2022 | Rico Weser    | Weser     | 66,6                |
| 2015 | Hannes Clauß  | Clauß     | 95,6                |
| 2008 | Hannes Clauß  | Clauß     | 96,6                |
| 2001 | Hannes Clauß  | Clauß     | 97,7                |

## Kultur und Sehenswürdigkeiten
- siehe auch: Liste der Kulturdenkmale in Wülknitz
- Naturschutzgebiet Tiefenauer Teichgebiet
- Historisches Angerdorf Wülknitz
- Kirche Lichtensee (im Jahr 1495 erbaut)
- Rittergutsanlage und Schlosskapelle mit wertvollen Barockinterieur in Tiefenau (wahrscheinlich von George Bähr entworfen)
- Silbermann-Orgel von 1728 in der Schlosskapelle Tiefenau[8][9]
- Dorfkirche Streumen (ebenfalls 1495 erbaut)

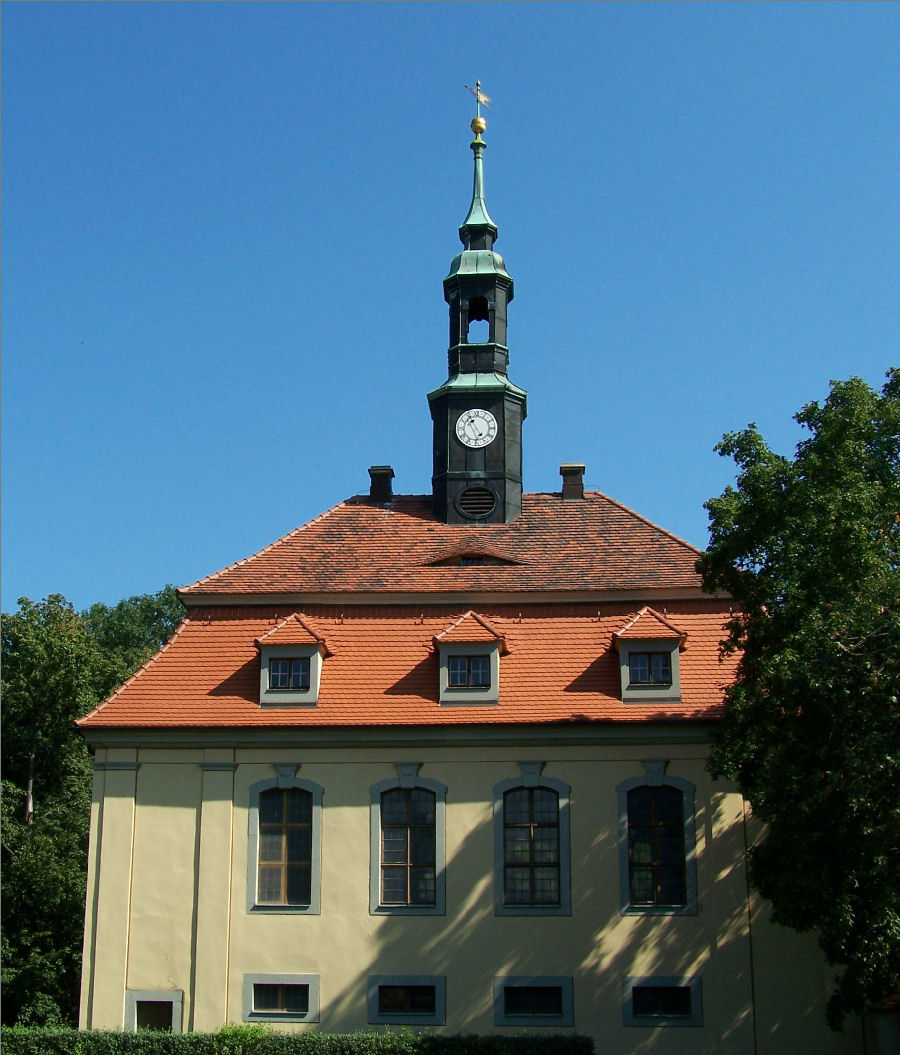
Tiefenau, Schloßkapelle
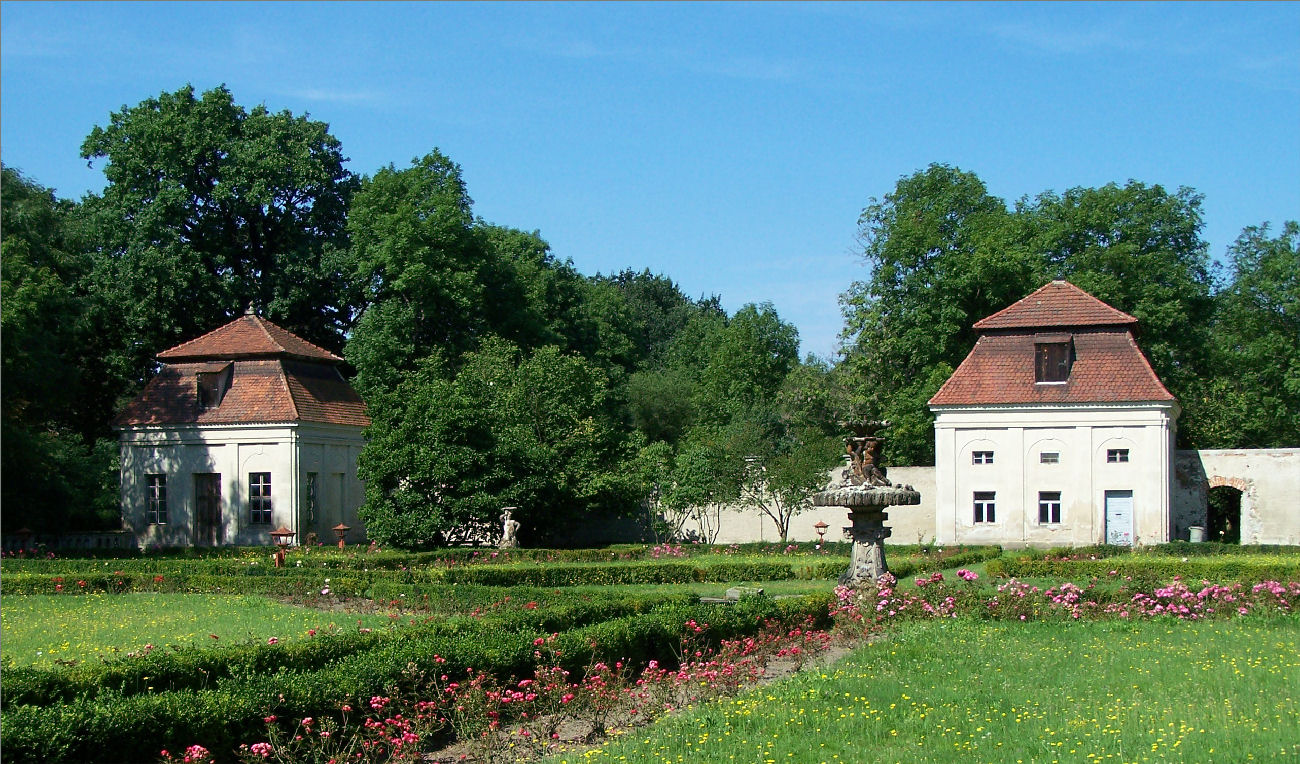
Tiefenau, Teil der Parkanlage
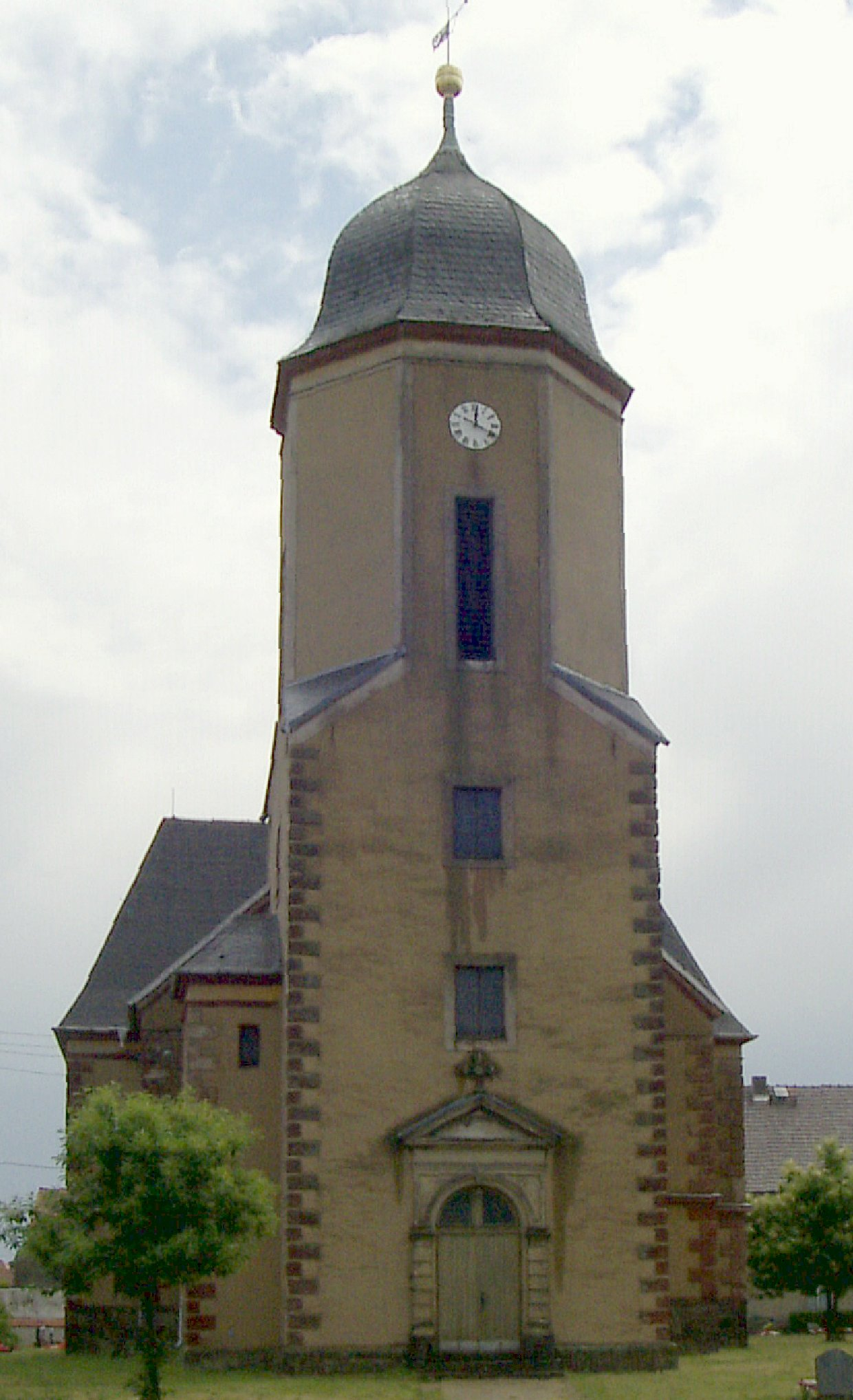
Lichtenseer Kirche
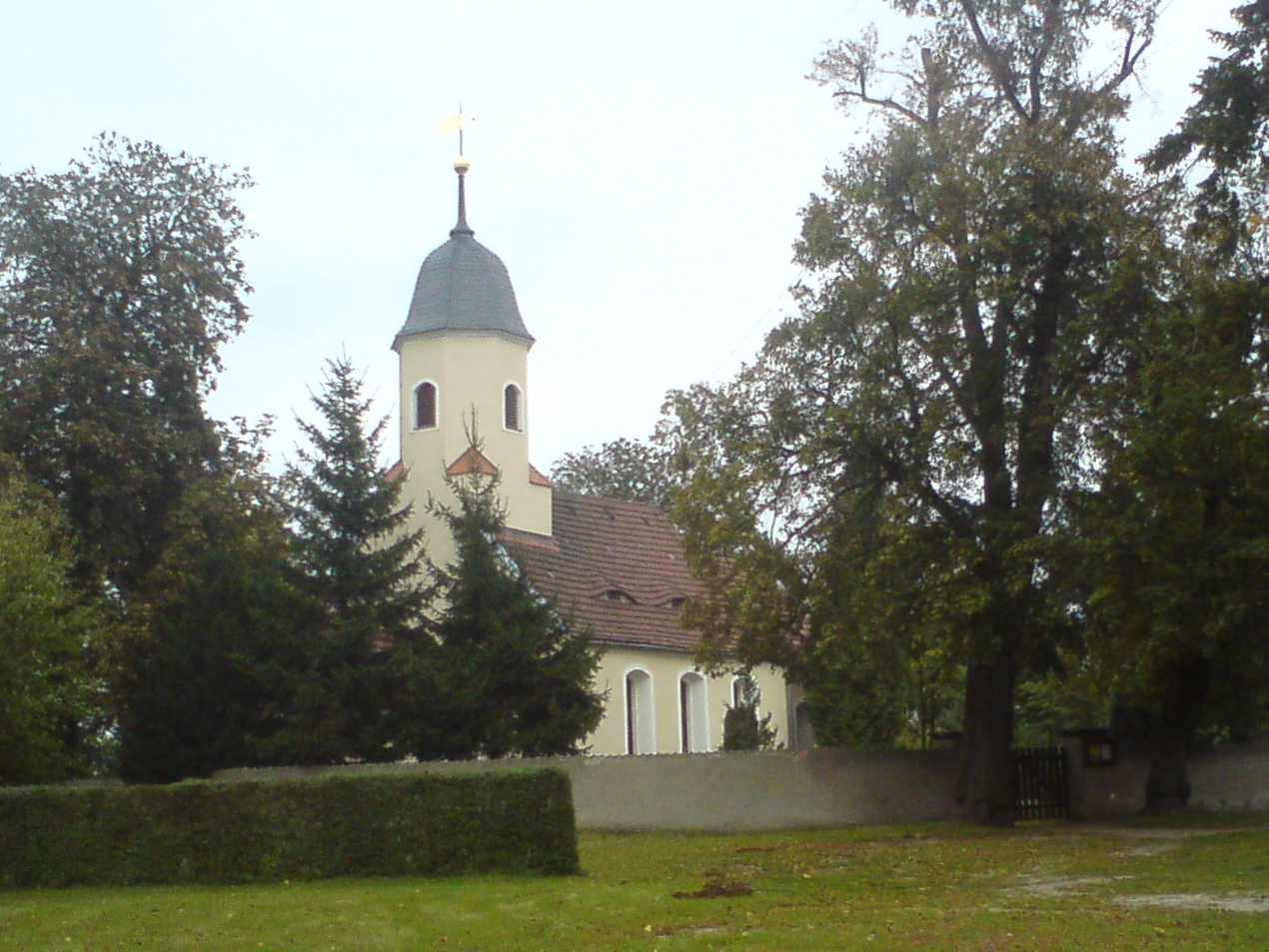
Kirche in Peritz

## Verkehr
Die B 169 verläuft durch Wülknitz. Durch den Wülknitzer Ortsteil Streumen führt der Elsterwerda-Grödel-Floßkanal. Die Bahnhöfe Tiefenau und Wülknitz liegen an der Bahnstrecke Zeithain–Elsterwerda, auf welcher die Linie RB 45 zwischen Chemnitz, Riesa und Elsterwerda verkehrt. Auf dem Gebiet der Gemeinde Wülknitz verkehren zwei Buslinien zwischen Riesa und Gröditz.

## Persönlichkeiten

### Ehrenbürger
- 1933: Adolf Hitler, Paul von Hindenburg und Martin Mutschmann[11]

### Söhne und Töchter der Gemeinde
- Walter Erdmann (1898–1949), Politiker (NSDAP)

### Mit Wülknitz verbunden
- Heiner Sandig (* 1945), Pfarrer der Kirchgemeinde Streumen und Politiker (CDU)